# Marfiles de la Nueva España
El marfil solía ser considerado material precioso para la elaboración de delicados objetos; hoy, en una realidad distinta, de respeto y preocupación medioambiental, el marfil es testimonio histórico, artístico y filosófico de un tiempo pasado.
La palabra marfil proviene del árabe Cazmal fil que significa hueso de elefante. Se obtiene de los incisivos de distintos animales como el elefante, morsa, narval y ballena, así como del pico del cálao.
La mayoría de las piezas que se realizaron fueron una riqueza de un legado de cultura espiritual: Budismo, Hinduismo y Daoísmo (Taoísmo). Sin embargo, a través del tiempo representaron un sinónimo de ostentación y decoro.
En el siglo XVII, mientras que en Europa ya había pasado de moda la talla en los preciados colmillos de elefante y los otros animales, llegaron a América y al Viejo Continente -provenientes de Asia- imágenes de Cristos, vírgenes y santos con el brillo, transparencia y color blanquecino tan característico.
El trabajo de marfil hecho en las posesiones asiáticas de España y Portugal se conoce como estilo iberoriental, y a su vez se divide en dos: el hispano-filipino y el indio-portugués. El primero era realizado en China o Manila, y el segundo en la India y África.
Los residentes chinos en Filipinas eran conocidos como sangleyes y sobre todo se dedicaron al fino trabajo del marfil. Dado que un número importante de talladores no estaba familiarizado con el dogma católico, las estampas -sobre todo las flamencas- que ilustraban los catecismos y otros libros religiosos, sirvieron de modelo para las esculturas, siempre adoptando los rasgos de la sociedad que los produjo.

## Escultura de marfil hispano-filipina
La Nao de Acapulco fue el puente de reunión entre Europa y el Oriente, completando el círculo que los portugueses habían trazado en sentido contrario. Uno de los resultados más bellos de esta cultura es la talla del marfil.
La eboraria es la más refinada manifestación del arte que se desarrolla en Filipinas a la llegada de los españoles. Arte mixto de caracteres europeos, de origen español que matiza de un suave exotismo oriental las tradicionales representaciones de dogma católico. Sus artificies no fueron españoles, pues la población que se traslada de las Islas fue reducida y en general construida de funcionarios y religiosos. La evangelización exigía imágenes por lo que se acudió a la población china residente fundamentalmente en Manila, los sangleyes, ‘’artistas de todos los oficios’’ y adiestrados desde siempre en la talla del marfil. 
Los caracteres técnicos de su talla más específica son la configuración de sus rostros planos redondeados, casi cóncavos de perfil por su achatamiento; los cabellos tratados como hilos que caen en guedejas sobre los hombros, más naturales que en el arte lusoindo, y que conforme avanzan los años se van retirando del rostro hacia atrás en ondas. Pero, sobre todo, la configuración de sus ojos achinados de gruesos párpados superiores que insinúan una doble curva en sus extremos, carácter que también se suaviza con el tiempo. 
El arte oriental no manifiesta la fascinación renacentista europea por la anatomía humana, que además requiere una gran habilidad técnica en su representación. Su indumentaria tiende a la sencillez, y aunque se inspira en modelos europeos, el tratamiento de pliegues es convencional.
Un aspecto de gran interés en este arte es la policromía que decora sus esculturas y los motivos representados en las superficies y orlas de indumentaria. La aplican directamente sobre el marfil, sin preparación base, salvo excepciones.

## Historia

### sigloXXa.C.
En China, a principios de siglo en Yakanda y Khotan, China, suministraban la demanda de nefrita. Además se realiza la talla de los primeros objetos de marfil.

### sigloIXa V a.C.
Los olmecas establecieron las primeras redes de intercambio.

### sigloIaIId.C.
Se realizaba a través de las rutas mercantiles en toda Mesoamérica, el intercambio de algodón, tabaco, cacao, conchas, piedras preciosas, pieles, textiles y plumas de quetzal, tucán, guacamayas y pericos, además de alimentos.
En el año 166 se registró la primera expedición comercial romana a China, que llevaba marfiles y cuernos de rinoceronte.

### sigloXaXIII
Los toltecas establecieron la mayor red comercial conocida hasta entonces. Impulsaron el intercambio mercantil entre los territorios mesoamericanos y llegaron incluso a Aridoamérica.
Siglo XVI 
En 1565, Filipinas se incorporó al territorio novohispano; se estableció la famosa ruta Manila-Acapulco. La carga más valiosa era la numisma de plata novohispana, que también valía como moneda en el comercio oriental.

### sigloXVII
En 1693, llegaban barcos con piezas de marfil a Manila desde Coromandel, Surut y Bengala. Esculturas cristianas hechas en marfil arribaron por primera vez a Nueva España provenientes de Siam, Cochin y Filipinas. En 1700, se inauguró el mercado Parián (Plaza de Voladores) en la Ciudad de México. 
Siglo XVII
La llegada de cabezas de vírgenes, Cristos y santos fueron algunos de los temas desarrollados por los sangleyes, habitantes del Parián filipino.
Siglo XIX
En 1825, finalmente se da la última gran travesía del Galeón de Manila.

### sigloXX
En 1973, se firma en Europa el Convenio Internacional sobre el Comercio de Especies Amenazadas de Flora y Fauna, CITES; y para el 2 de julio de 1991, en México.
En 1992, México firma el Tratado de Libre Comercio (TLC), junto con los Estados Unidos y Canadá. En la República de China, Hong Kong se hace el principal productor de piezas de marfil, sin embargo solo es producido para su consumo interno.

## Relación de Asia a Occidente
El encuentro entre europeos, americanos y asiáticos ha devenido en una relación continua de intercambio de productos asiáticos y de diseño, donde los artífices de Oriente desbordaron su ingenio en obras para el culto cristiano. Las representaciones de Cristos, la Virgen María, santos, el Niño Jesús y la Sagrada Familia se llenaron de expresiones asiáticas. 

## Piezas Hispano-Filipinas
- Cristo Expirante
- San Francisco de Asís

- San Antonio de Padua con el Niño Jesús

- Crucifijo

- Sagrada Familia

Las representaciones de la Sagrada Familia fueron muy demandadas en Occidente. Los artistas asiáticos representaron el Niño Jesús dormido con las manos en posición de bendición y los ojos cerrados, como si fuera una imagen de Buda en meditación. Para los ropajes de sus padres se nota la volumetría propia del trabajo de influencia china, en especial en las mariposas de los pliegues para las manos.